# KIF23
KIF23, kinesin family member 23, est une protéine encodée chez l’homme par le gène KIF23 situé sur le chromosome 15 humain.
Cette protéine intervient dans les mouvements des chromosomes lors des mitoses.